# 徐浩光
徐浩光，JP，香港公務員及政府官員，現任環境保護署署長。

## 簡歷
徐浩光於1993年3月加入香港政府，任職環境保護主任，2018年6月晉升為環境保護署助理署長，2021年5月出任環境保護署副署長，2023年3月獲委任為環境保護署署長。

## 榮譽

### 殊勳
- 官守太平紳士（J.P.）（2019年7月1日－）[2]

## 注脚
| 政府职务      | 政府职务                       | 政府职务 |
| ------------- | ------------------------------ | -------- |
| 前任： 謝小華 | 環境保護署署長 2023年3月29日－ | 現任     |